# ワールドホビーフェスティバル
ワールドホビーフェスティバル（英語: WORLD HOBBY FESTIVAL）とは、コミック画材販売会社のエスイー（現・デリーター）が主催していたガレージキット展示即売会である。1999年11月から2008年5月5日まで77回にわたって開催された。略称は「WHF」。

## 概要
当日版権システムを採用していた。また、春と秋に関東と関西の両方で、その他にも年間を通じて日本各地で開催されていたため、夏と冬に開催されるワンダーフェスティバル（以下WF）に次ぐイベントと位置付けられていた。主な開催地は東京、神戸、名古屋、横浜で年間6回程度の開催。大阪、福岡、札幌などで開催されることもあった。
ディーラー参加料金はWFよりも安価で小規模なディーラーでも出展しやすく、イベントの規模もWFほど大規模ではなくゆっくり見て回ることが可能、WFでは開場直後に完売してしまうような人気キットも比較的容易に入手が可能、とWFを補完する手頃なイベントとも認識されていた。
イベント内イベントとして、参加者が自作した模型を持ち込んで展示できる「ワールドホビーコンテスト」やアニメソング歌手のミニライブなどが開催されていた。
2006年10月9日のWHF横浜DASH-01、2007年9月9日のWHF横浜DASH2は、参加ディーラーを自作の商品があるディーラー（ガレージキット、ドール、工具等）だけに限定し、市販玩具や中古品を販売するディーラーを排した実験的なイベントであった。
2008年3月25日、公式サイト上にてイベント終了の旨が発表され、2008年5月5日のWHF有明18FINAL（会場：東京ビッグサイト東1ホール）をもって終了。9年間77回の開催であった。

## その他
- 2006年4月30日のWHF神戸23において会場内で偽札が使用され、会場が一時封鎖される事態に発展した。
- 2007年3月21日のWHF名古屋7では当日版権の許諾件数が通常に比べ大幅に減少、参加していた当日版権ディーラーに大きな影響を及ぼした。当時のWHFでは版権申請の結果判定の遅れなど事務処理の遅滞が常態化しており、それを見越して見切り発車的に商品を準備していたディーラーが多かったためである[要出典]。
- 2007年9月にスタートした同じく当日版権イベントであるHOBBY COMPLEXは、WHF事務局の中心スタッフがWHFを離れて設立したイベントである[要出典]。このため、開催スケジュールのバッティングや参加料の値引き合戦など対立関係にあった[独自研究?]。
- 次世代ワールドホビーフェアの略称も「WHF」であるが、こちらは小学館キャラクター事業センターなどが主催する全く別のイベントである。